# Scheitbach
Der Scheitbach ist ein rechter Zufluss der Saale beim eingemeindeten Ortsteil Bad Kösen von Naumburg (Saale).
Der Scheitbach wird aus der am dortigen Wehr von der Saale rechtsseits abgezweigten Kleinen Saale nach etwa einem Viertelkilometer beim Haus Nr. 13 der Naumburger Straße nach links ausgeleitet. Nach erst nordöstlichem, nach der Unterquerung der Bahnstrecke Halle–Bebra dann nordnordwestlichem Lauf durch ein Kleingartengelände mündet er nach etwas über 0,7 km von rechts in die Saale.

## Geschichte und Wirtschaft
Der Scheitbach war Teil eines mittelalterlichen ausgeklügelten Be- und Entwässerungssystems und einer Wegeregulierung im Zusammenwirken mit der Kleinen Saale und der Mausa. Über den Scheitbach wurde eine Flößerei und eine Mühle betrieben. Eine weitere Mühle direkt an der Kleinen Saale befindet sich noch immer hinter den Klostermauern von Schulpforta. Die Flößerei stellte für die Stadt Kösen auch Jahrhunderte später noch einen Wirtschaftsfaktor dar. Von der Scheitholz-Flößerei hat der Bach auch seinen Namen. Nach Robert Pahncke soll der Flößergraben auch der Grund zur Schaffung des Kösener Wehrs gewesen sein. Er spricht von einer Mühle an der Scheitbachmündung.
Der Scheitbach ist auch Gegenstand von Hochwasserschutzmaßnahmen. Dort befindet sich ein Wassersperrwerk.